# 醒狮镇
醒狮镇，是中华人民共和国贵州省黔南布依族苗族自治州龙里县下辖的一个乡镇级行政单位。
2014年1月10日，贵州省人民政府批复同意龙里县行政区划调整，新设置的醒狮镇辖原谷龙乡及原醒狮镇的醒狮村、进化村、元宝村、顶水村、大岩村、大坝村、凉水村、旧寨村、醒狮社区，镇人民政府驻醒狮村。

## 行政区划
醒狮镇下辖以下地区：
醒狮村、进化村、元宝村、顶水村、大岩村、大坝村、凉水村、旧寨村、官庄村、葫芦田村、平寨村、龙滩村、谷新村、谷汪村、大谷龙村、林安村、小谷龙村、乐榨村、高吏目村和小坝村。